# Juegos Suramericanos de 2022
Los XII Juegos Suramericanos (en portugués: XII Jogos Sul-Americanos), llamados oficialmente XII Juegos Suramericanos Asunción 2022, se realizaron en Asunción, Paraguay, del 1 al 15 de octubre de 2022. El Comité Olímpico Paraguayo estimó una participación de más de 4500 atletas de los diferentes países miembros de la Odesur.
Los Juegos fueron organizados por la  Organización Deportiva Suramericana (Odesur), dependiente de la Organización Deportiva Panamericana (Panam Sports); el Gobierno del Paraguay, el Comité Olímpico Paraguayo y la Secretaría Nacional de Deportes.

## Elección de la sede
La ciudad de Asunción, capital del Paraguay, anunció su interés en albergar los Juegos Suramericanos de 2022. En septiembre de 2017, Camilo Pérez López Moreira, presidente del Comité Olímpico Paraguayo, informó que contaba con el aval del presidente Horacio Cartes para poder presentar la candidatura de Asunción 2022. Según López, se requeriría una inversión de 25 millones de dólares. En tanto, se especuló que la ciudad argentina de Rosario también presentaría su candidatura.
Asunción fue finalmente la única ciudad que presentó oficialmente su candidatura para los Juegos Suramericanos de 2022 antes del cierre del plazo de candidaturas, el 17 de noviembre de 2019. En la asamblea de la Odesur del 11 de diciembre de 2017, fue designada como ciudad sede de forma unánime, lo que significaría la primera vez que la capital paraguaya fuera sede de un evento masivo como este. Rosario, en tanto, fue asignada como sede de los Juegos Suramericanos de la Juventud de 2022.
Dentro de las sedes que se pensaron para la organización del evento se encontraban el Parque Olímpico Paraguayo, el Club Sportivo Luqueño (ambos localizados en Luque), la bahía de Asunción y Rakiura, mientras que la Villa Suramericana se construiría en la ciudad de Mariano Roque Alonso en un terreno de 17,5 hectáreas (pese a que inicialmente se indicó que sería en la zona de Costanera Norte).
Sin embargo, la Secretaría Nacional de Deportes (SND) paraguaya anunció el 27 de julio de 2019 que el país renunciaba a la organización del evento. La razón esgrimida por el gobierno fue que los recursos comprometidos en los Juegos fueran destinados a la construcción de un nuevo hospital en Barrio Obrero y otros proyectos de salud.
El 8 de octubre, el presidente de la Odesur y también del Comité Olímpico Paraguayo, Camilo Pérez, anunció que finalmente Asunción organizaría esta edición de los Juegos Suramericanos.

## Símbolos

### Representante Oficial
El representante oficial de los Juegos Suramericanos de 2022 fue «Tirika», un gato montés que habita los bosques de la región occidental del Paraguay. De los felinos silvestres es el más pequeño, capaz de sobrevivir a los ambientes más desafiantes del Chaco paraguayo, y es un excelente trepador con gran agilidad para desplazarse por los árboles. Es el deportista número uno de ASU 2022 (hasta la actualidad), es ágil, fuerte y veloz, pero sobre todo de gran corazón, capaz de destacarse en todos los deportes que estuvieron presentes en los Juegos Suramericanos.
Representó la alegría y pasión por el deporte, Tirika respeta las reglas del juego y siempre da lo mejor de sí. Promueve los valores de la solidaridad, respeto, compañerismo, amistad y la alianza inseparable entre el deporte, la educación y la cultura.

### Recorrido Fuego Suramericano
| Día              | Lugar                                                                        | Ciudad           |
| ---------------- | ---------------------------------------------------------------------------- | ---------------- |
| 8 de septiembre  | Complejo Arqueológico de Tiahuanaco                                          | Tiahuanaco       |
| 9 de septiembre  | Comité Olímpico Paraguayo Secretaría Nacional de Deportes                    | Asunción         |
| 12 de septiembre | San Pedro, Choré                                                             | San Pedro, Choré |
| 13 de septiembre | Amambay, Pedro Juan Caballero                                                | Amambay          |
| 14 de septiembre | Canindeyú, Salto del Guairá                                                  | Canindeyú        |
| 15 de septiembre | Alto Paraná, Ciudad del Este, Hernandarias                                   | Alto Paraná      |
| 16 de septiembre | Guairá, Villarrica, Caaguazú, Coronel Oviedo, Caazapá                        | Guairá           |
| 17 de septiembre | Ñeembucú, Pilar                                                              | Ñeembucú         |
| 18 de septiembre | Misiones, San Juan Bautista                                                  | Misiones         |
| 19 de septiembre | Itapúa, Encarnación                                                          | Itapúa           |
| 19 de septiembre | Cordillera, Caacupé                                                          | Cordillera       |
| 20 de septiembre | Central, Mariano Roque Alonso                                                | Central          |
| 20 de septiembre | Paraguarí, Paraguarí                                                         | Paraguarí        |
| 21 de septiembre | Central, Luque                                                               | Central          |
| 22 de septiembre | Central, Lambaré                                                             | Central          |
| 23 de septiembre | Areguá                                                                       | Areguá           |
| 24 de septiembre | Playa de las Américas, San Martin, Mariscal López, Municipalidad de Asunción | Asunción         |
| 25 de septiembre | Costanera Asunción, el Panteón de los Héroes                                 | Asunción         |
| 1 de octubre     | Estadio Defensores del Chaco                                                 | Asunción         |

## Participantes

### Países participantes
En los Juegos participaron los quince países que componen la ODESUR. Curazao debutó en esta edición de los Juegos.
| Lista de equipos participantes (Cantidad de atletas) |
| --- |
| - Argentina (ARG) (592) - Aruba (ARU) (12) - Bolivia (BOL) (296) - Brasil (BRA) (464) - Chile (CHI) (539) - Colombia (COL) (500) - Curazao (CUW) (27) - Ecuador (ECU) (225) - Guyana (GUY) (16) - Panamá (PAN) (86) - Paraguay (PAR) (576) - Perú (PER) (374) - Surinam (SUR) (27) - Uruguay (URU) (322) - Venezuela (VEN) (420) |

## Sedes e instalaciones deportivas

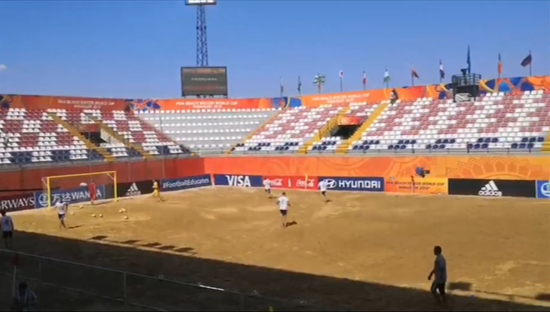
El Arena Pynandi, sede de la Copa Mundial de Fútbol Playa FIFA 2019, albergará dos deportes: fútbol y voleibol de playa.

Estas son algunas de las sedes que albergaron los juegos:

### Asunción
| Recinto                               | Disciplinas                                              |
| ------------------------------------- | -------------------------------------------------------- |
| Parque de Deportes SND                |                                                          |
| SND Arena                             | Baloncesto, Patinaje artístico                           |
| Bloque 1                              | Boxeo, Levantamiento de pesas                            |
| Bloque 2                              | Judo, Taekwondo                                          |
| Bloque 3                              | Karate, Lucha                                            |
| Canchas de Pádel                      | Pádel                                                    |
| Centro Nacional de Squash             | Squash                                                   |
| Federación Paraguaya de Voleibol      | Voleibol                                                 |
| Pabellón de Gimnasia                  | Gimnasia artística, Gimnasia rítmica, Gimnasia trampolín |
| Federación Paraguaya de Tenis de Mesa | Esgrima, Tenis de mesa                                   |
| Otros recintos                        |                                                          |
| Bahía de Asunción                     | Canotaje velocidad, Remo                                 |
| Centro Acuático Nacional              | Clavados, Natación, Natación artística, Polo acuático    |
| Costanera José Asunción Flores        | Ciclismo ruta, Patinaje carreras, Atletismo              |
| Estadio León Condou                   | Bádminton, Baloncesto, Fútbol sala                       |
| Hotel Presidente                      | Ajedrez*                                                 |

### Luque
| Recinto                               | Disciplinas                                 |
| ------------------------------------- | ------------------------------------------- |
| Parque Olímpico Paraguayo             |                                             |
| Estadio Mundialista Los Pynandi       | Fútbol playa, Voleibol de playa             |
| Bochódromo                            | Bochas                                      |
| Centro Nacional de Hockey             | Hockey sobre césped                         |
| Centro Nacional de Patinaje Velocidad | Patinaje carreras                           |
| Centro Nacional de Tiro con Arco      | Tiro con arco                               |
| Centro de Entrenamiento Olímpico      | Balonmano                                   |
| Complejo de Fútbol                    | Fútbol                                      |
| Estadio Héroes de Curupayty           | Rugby                                       |
| Pista BMX                             | Ciclismo BMX Freestyle, Ciclismo BMX Racing |
| Pista de Atletismo                    | Atletismo                                   |
| Polideportivo Urbano                  | Baloncesto 3x3, Fisicoculturismo            |
| Skatepark                             | Skateboarding                               |
| Stand de Tiro                         | Tiro deportivo                              |
| Velódromo                             | Ciclismo pista                              |
| Otros recintos                        |                                             |
| Rakiura Resort                        | Tenis                                       |

### Lambaré
| Recinto        | Disciplinas |
| -------------- | ----------- |
| Strike Bowling | Bowling     |

### Mariano Roque Alonso
| Recinto               | Disciplinas |
| --------------------- | ----------- |
| Club Hípico Paraguayo | Ecuestre    |

### Encarnación
| Recinto        | Disciplinas                                             |
| -------------- | ------------------------------------------------------- |
| Playa San José | Acuáticos aguas abiertas, Esquí náutico, Triatlón, Vela |

### San Juan del Paraná
| Recinto   | Disciplinas  |
| --------- | ------------ |
| AguaVista | Ciclismo MTB |

### Hernandarias
| Recinto           | Disciplinas         |
| ----------------- | ------------------- |
| Canal de Piracema | Canotaje en eslalon |

## Deportes
Los XI Juegos Suramericanos tienen 37 deportes. Respecto a la edición 2018 salió la pelota vasca y el raquetbol, y se incluyeron las bochas, físicoculturismo, fútbol playa y dos invitados (ajedrez y pádel).
| - Atletismo (detalles) - Ajedrez (detalles) - Bádminton (detalles) - Baloncesto - Baloncesto (detalles) - Baloncesto 3x3 (detalles) - Balonmano (detalles) - Deportes de bolas - Bowling (detalles) - Bochas (detalles) - Boxeo (detalles) - Canotaje (detalles) - Ciclismo: (detalles) - Ciclismo BMX Freestyle - Ciclismo BMX Racing - Ciclismo MTB - Ciclismo pista - Ciclismo ruta - Deportes acuáticos: - Clavados (detalles) - Natación (detalles) | - - Natación artística (detalles) - Natación en aguas abiertas (detalles) - Polo acuático (detalles) - Ecuestre (detalles) - Esgrima (detalles) - Esquí acuático (detalles) - Físicoculturismo (detalles) - Fútbol - Fútbol (detalles) - Fútbol playa (detalles) - Fútbol sala (detalles) - Gimnasia: (detalles) - Gimnasia artística - Gimnasia rítmica - Gimnasia en trampolín - Golf (detalles) - Hockey sobre césped (detalles) - Judo (detalles) - Karate (detalles) - Levantamiento de pesas (detalles) - Lucha (detalles) | - Pádel (detalles) - Patinaje: (detalles) - Patinaje de velocidad - Patinaje artístico - Skateboarding - Pentatlón moderno: (detalles) - Remo (detalles) - Rugby 7 (detalles) - Squash (detalles) - Taekwondo (detalles) - Tenis (detalles) - Tenis de mesa (detalles) - Tiro con arco (detalles) - Tiro deportivo (detalles) - Triatlón (detalles) - Vela (detalles) - Voleibol - Voleibol (detalles) - Voleibol de playa (detalles) |

## Ceremonia de inauguración
La ceremonia de inauguración tuvo lugar el 1 de octubre de 2022 en el Estadio Defensores del Chaco, lugar emblemático del deporte paraguayo por donde transitaron, uno a uno, las delegaciones de los diferentes países participantes. El acto contó con espectáculos musicales y danzas representativas de Paraguay, generando un ambiente de folclor y emotividad en todos los asistentes al evento. Las palabras para inaugurar los juegos estuvieron a cargo del presidente de la República de Paraguay, Mario Abdo Benítez, quien dio la bienvenida oficial a todas las delegaciones participantes, deseándole éxitos a los deportistas.
Posteriormente, se dio ingreso a la bandera olímpica y de la ODESUR, llevados por los medallistas olímpicos paraguayos de plata, en los Juegos Olímpicos de Atenas 2004: Oswaldo Díaz, Diego Barreto, Ernesto Cristaldo, Julio González Ferreira, Pablo Jiménez, José DeVaca, Fredy Bareiro, Emilio Martínez, Diego Figueredo, Rodrigo Romero, Pedro Benítez, Julio Manzur y Carlos Jarasayeb. Seguido a esto, se realizó el juramento por parte de los atletas suramericanos. El momento más emotivo fue el encendido del pebetero suramericano, el cual estuvo a cargo del extenista paraguayo Víctor Pecci, quien, lanzando una pelota de tenis con su raqueta, dirigió el fuego suramericano hacia el pebetero principal que durará encendido durante el tiempo de duración de los presentes juegos suramericanos.
El cierre de la ceremonia de inauguración estuvo a cargo de la cantante argentina Tini Stoessel, interpretando varios de sus éxitos musicales.

## Desarrollo

### Calendario
En el siguiente calendario de eventos, cada casilla azul representa una competición (ronda clasificatoria), en ese día. Las casillas amarillas representan los días durante los cuales se llevarán a cabo los eventos finales y premiación de un deporte. El número en cada casilla representa el número de finales que se disputaron ese día. Los 412 eventos en varias disciplinas de los 37 deportes de los Juegos Suramericanos se desarrollarán desde el 1 hasta el 15 de octubre de 2022.
| CA | Ceremonia de Apertura | ● | Rondas Clasificatorias | # | Eventos finales | CC | Ceremonia de Clausura |

| Octubre                | Octubre                    | 01 Sáb | 02 Dom | 03 Lun | 04 Mar | 05 Mié | 06 Jue | 07 Vie | 08 Sáb | 09 Dom | 10 Lun | 11 Mar | 12 Mié | 13 Jue | 14 Vie | 15 Sáb | Eventos |
| ---------------------- | -------------------------- | ------ | ------ | ------ | ------ | ------ | ------ | ------ | ------ | ------ | ------ | ------ | ------ | ------ | ------ | ------ | ------- |
| Ceremonias             | Ceremonias                 | CA     |        |        |        |        |        |        |        |        |        |        |        |        |        | CC     |         |
| Ajedrez                | Ajedrez                    |        |        |        |        |        |        |        | ●      | 6      |        |        |        |        |        |        | 6       |
| Atletismo              | Atletismo                  |        |        |        |        |        |        |        |        |        |        |        | 8      | 15     | 15     | 11     | 49      |
| Bádminton              | Bádminton                  |        | ●      | ●      | ●      | ●      | ●      | 6      |        |        |        |        |        |        |        |        | 6       |
| Baloncesto             | Baloncesto                 |        |        |        |        | ●      | ●      | ●      | ●      | 1      |        | ●      | ●      | ●      | ●      | 1      | 2       |
| Baloncesto             | Baloncesto 3x3             |        | ●      | 2      |        |        |        |        |        |        |        |        |        |        |        |        | 2       |
| Balonmano              | Balonmano                  |        |        |        |        |        | ●      | ●      | ●      | ●      | 1      | ●      | ●      | ●      | ●      | 1      | 2       |
| Bowling                | Bochas                     |        |        |        |        |        |        |        |        |        |        |        | ●      | ●      | 3      |        | 3       |
| Bowling                | Bowling                    |        |        |        |        |        |        |        |        | ●      | 2      | ●      | 2      |        |        |        | 4       |
| Boxeo                  | Boxeo                      |        |        |        |        |        |        |        | ●      | ●      | ●      | ●      | 6      | 7      |        |        | 13      |
| Canotaje               | Canotaje Slalom            |        |        |        |        |        |        |        |        |        |        |        | ●      | 2      | 4      |        | 6       |
| Canotaje               | Canotaje Velocidad         |        |        |        |        |        |        |        |        |        |        | 2      | 7      | 3      |        |        | 12      |
| Ciclismo               | Ciclismo MTB               |        | 2      |        |        |        |        |        |        |        |        |        |        |        |        |        | 2       |
| Ciclismo               | Ciclismo de Pista          |        |        |        |        |        |        |        |        |        |        |        | 3      | 3      | 3      | 3      | 12      |
| Ciclismo               | Ciclismo de Ruta           |        |        | 2      |        | 2      |        |        |        |        |        |        |        |        |        |        | 4       |
| Ciclismo               | Ciclismo BMX Freestyle     |        |        |        |        |        |        | ●      | 2      |        |        |        |        |        |        |        | 2       |
| Ciclismo               | Ciclismo BMX Racing        |        |        |        |        |        |        |        |        |        |        |        |        | ●      | 2      |        | 2       |
| Equitación             | Equitación                 |        | ●      | 1      |        | 1      |        |        | ●      | 1      |        | 1      |        |        |        |        | 4       |
| Esgrima                | Esgrima                    |        | 2      | 2      | 2      | 2      | 2      | 2      |        |        |        |        |        |        |        |        | 12      |
| Esquí acuático         | Esquí acuático             |        |        |        |        |        |        | ●      | 2      | 8      |        |        |        |        |        |        | 10      |
| Fisicoculturismo       | Fisicoculturismo           |        |        |        |        |        | 6      |        |        |        |        |        |        |        |        |        | 6       |
| Fútbol                 | Fútbol                     |        |        |        | ●      | ●      | ●      | ●      | ●      | ●      | ●      | 1      | 1      |        |        |        | 2       |
| Fútbol                 | Fútbol playa               |        | ●      | ●      | ●      | ●      | 1      |        |        |        |        |        |        |        |        |        | 1       |
| Fútbol                 | Fútbol sala                |        |        |        |        |        |        |        |        |        | ●      | ●      | ●      | ●      | 2      |        | 2       |
| Gimnasia               | Gimnasia artística         |        |        |        |        | 2      | 2      | 5      | 5      |        |        |        |        |        |        |        | 14      |
| Gimnasia               | Gimnasia Rítmica           |        |        |        |        |        |        |        |        |        |        | 3      | 3      | 2      |        |        | 8       |
| Gimnasia               | Gimnasia trampolín         |        |        |        |        |        |        |        |        |        |        |        | ●      | 2      |        |        | 2       |
| Golf                   | Golf                       |        |        |        |        | ●      | ●      | ●      | 3      |        |        |        |        |        |        |        | 3       |
| Hockey sobre césped    | Hockey sobre césped        |        |        | ●      | ●      | ●      | ●      | ●      | ●      | ●      | ●      | 1      | 1      |        |        |        | 2       |
| Judo                   | Judo                       |        |        |        |        |        |        |        |        |        |        | 7      | 7      | 1      |        |        | 15      |
| Karate                 | Karate                     |        |        | 4      | 4      | 4      |        |        |        |        |        |        |        |        |        |        | 12      |
| Levantamiento de pesas | Levantamiento de pesas     |        | 4      | 3      | 3      | 4      |        |        |        |        |        |        |        |        |        |        | 14      |
| Lucha                  | Lucha                      |        |        |        |        |        |        |        |        |        |        |        | 6      | 6      | 6      |        | 18      |
| Deportes acuáticos     | Natación                   |        | 12     | 12     | 10     | 8      |        |        |        |        |        |        |        |        |        |        | 42      |
| Deportes acuáticos     | Nado sincronizado          |        |        |        |        |        |        | ●      | 1      | 1      |        |        |        |        |        |        | 2       |
| Deportes acuáticos     | Natación en aguas abiertas |        |        |        |        |        |        |        |        |        |        | 2      |        |        |        |        | 2       |
| Deportes acuáticos     | Clavados                   |        | 2      | 2      | 2      | 2      |        |        |        |        |        |        |        |        |        |        | 8       |
| Deportes acuáticos     | Polo acuático              |        |        |        |        |        |        |        |        |        |        | ●      | ●      | ●      | ●      | 2      | 2       |
| Pádel                  | Pádel                      |        |        |        |        |        | ●      | ●      | ●      | 2      |        |        |        |        |        |        | 2       |
| Patinaje               | Patinaje artístico         |        | ●      | 4      |        |        |        |        |        |        |        |        |        |        |        |        | 4       |
| Patinaje               | Patinaje de carreras       |        | 4      | 4      | 2      |        |        |        |        |        |        |        |        |        |        |        | 10      |
| Remo                   | Remo                       |        | ●      | 5      | 5      | 4      |        |        |        |        |        |        |        |        |        |        | 14      |
| Rugby 7                | Rugby 7                    |        |        |        |        |        |        | ●      | ●      | 2      |        |        |        |        |        |        | 2       |
| Skateboarding          | Skateboarding              | ●      | 2      |        |        |        |        |        |        |        |        |        |        |        |        |        | 2       |
| Squash                 | Squash                     |        |        |        |        |        |        |        |        |        | ●      | ●      | 2      | 3      | ●      | 2      | 7       |
| Taekwondo              | Taekwondo                  |        |        |        |        | 4      | 3      | 5      |        |        |        |        |        |        |        |        | 12      |
| Tenis                  | Tenis                      |        |        |        |        |        |        |        |        |        | ●      | ●      | ●      | ●      | 3      | 2      | 5       |
| Tenis                  | Tenis de mesa              |        |        |        |        |        |        |        |        | ●      | 3      | 2      | ●      | ●      | 2      |        | 7       |
| Tiro deportivo         | Tiro deportivo             |        |        |        |        |        |        |        |        | ●      | 5      | 1      | 3      | 4      | 2      |        | 15      |
| Tiro con arco          | Tiro con arco              |        | 2      | 4      | ●      | 4      |        |        |        |        |        |        |        |        |        |        | 10      |
| Triatlón               | Triatlón                   |        | 2      |        | 1      |        |        |        |        |        |        |        |        |        |        |        | 3       |
| Vela                   | Vela                       |        | ●      | ●      | ●      | ●      | 7      |        |        |        |        |        |        |        |        |        | 7       |
| Voleibol               | Voleibol                   |        |        |        | ●      | ●      | ●      | ●      | 1      |        | ●      | ●      | ●      | ●      | 1      |        | 2       |
| Voleibol               | Voleibol de playa          |        |        |        |        |        |        |        |        |        |        | ●      | ●      | ●      | ●      | 2      | 2       |
| Total de medallas      | Total de medallas          | 0      | 38     | 45     | 29     | 37     | 15     | 18     | 14     | 21     | 11     | 20     | 49     | 48     | 43     | 24     | 412     |

## Medallero
Las medallas aparecen agrupadas por los Comités Olímpicos Nacionales participantes y se ordenan de forma decreciente contando las medallas de oro obtenidas. En caso de empate se ordena de igual forma, si tienen la misma cantidad de medallas de oro, plata y bronce, se listan en la misma posición y se ordenan alfabéticamente.
     País anfitrión
| Núm.  | País            | Oro | Plata | Bronce | Total |
| ----- | --------------- | --- | ----- | ------ | ----- |
| 1     | Brasil (BRA)    | 133 | 100   | 86     | 319   |
| 2     | Colombia (COL)  | 79  | 78    | 98     | 255   |
| 3     | Argentina (ARG) | 58  | 65    | 74     | 197   |
| 4     | Chile (CHI)     | 38  | 31    | 62     | 131   |
| 5     | Venezuela (VEN) | 31  | 43    | 57     | 131   |
| 6     | Ecuador (ECU)   | 25  | 21    | 32     | 78    |
| 7     | Perú (PER)      | 19  | 18    | 37     | 74    |
| 8     | Paraguay (PAR)  | 8   | 26    | 14     | 48    |
| 9     | Uruguay (URU)   | 7   | 14    | 19     | 40    |
| 10    | Aruba (ARU)     | 3   | 3     | 0      | 6     |
| 11    | Panamá (PAN)    | 3   | 1     | 8      | 12    |
| 12    | Bolivia (BOL)   | 0   | 2     | 6      | 8     |
| 13    | Guyana (GUY)    | 0   | 1     | 2      | 3     |
| 14    | Curazao (CUR)   | 0   | 1     | 0      | 1     |
| 15    | Surinam (SUR)   | 0   | 0     | 0      | 0     |
| Total | Total           | 404 | 404   | 495    | 1303  |

## Transmisión
- Paraguay - Tigo Sports, Paraguay TV, ABC TV (Paraguay)
- Argentina - TyC Sports
- Brasil - Canal Olímpico do Brasil
- Chile - TVN,[14] CDO
- Colombia - Señal Colombia[15]
- Uruguay - Canal 5, VTV
- Mundial - Panam Sports Channel[16]

Asimismo, el evento se transmitió a través de la aplicación móvil Asunción 2022, disponible en el servicio Google Play, para dispositivos Android, y en App Store para dispositivos iOS.